# Sylvie Becaert

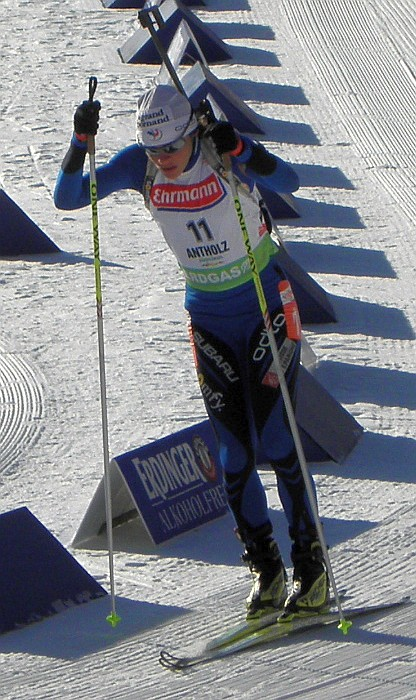
Becaert in januari 2010

Sylvie Becaert (Rijsel, 6 september 1975) is een Franse biatlete.
Het beste jaar uit de carrière van Sylvie Becaert was ongetwijfeld 2003, toen ze de derde plaats opeiste in het wereldbekerklassement. In datzelfde jaar kwam ze op de wereldkampioenschappen tijdens de sprintwedstrijd als winnares over de eindstreep. In 2006 eindigde tijdens de Olympische Winterspelen 2006 samen met Florence Baverel-Robert, Sandrine Bailly en Delphyne Peretto op een derde plaats in de estafette. Dit leverde haar en haar teamgenoten een bronzen medaille op.